# Prêmio Albert Caquot
O Prêmio Albert Caquot (em francês:  Prix Albert Caquot) é concedido anualmente pela Association Française de Génie Civil (AFGC) a um engenheiro civil pelo trabalho de sua vida, suas realizações científicas e técnicas, mas também padrões éticos e sua influência no mundo da construção.
Recipientes do prêmio são alternadamente engenheiros civis franceses e estrangeiros. O prêmio leva o nome de Albert Caquot.

## Recipientes
- 1989 Fritz Leonhardt
- 1990 Pierre Xercavins, engenheiro consultor
- 1991 Franco Levi
- 1992 Henri Mathieu, Ingénieur Général des Ponts et Chaussées
- 1993 Bruno Thürlimann
- 1994 Roger Lacroix, Jean-Claude Foucriat, engenheiros consultores
- 1995 Tung-Yen Lin
- 1996  Jean Muller, pioneiro do concreto protendido
- 1997 René Walther
- 1998 Jacques Bietry, Diretor do Centre scientifique et technique du bâtiment (CSTB) em Nantes
- 1999 Jörg Schlaich
- 2000 Pierre Richard, diretor científico da firma Bouygues, inventor do Béton de Poudre Réactive (BPR).
- 2001 Alan Garnett Davenport, diretor do Boundary Layer Wind Tunnel Project na Universidade de Western Ontario
- 2002 Jacques Mathivat, engenheiro consultor
- 2003 John E. Breen
- 2004 Jacques Brozzetti
- 2005 Jan Moksnes, engenheiro consultor
- 2006 Michel Virlogeux
- 2007 José Câncio Martins, engenheiro consultor
- 2008 Michel Lévy, diretor do SETEC-TPI
- 2009 Jean-Marie Cremer, diretor geral do Bureau Greisch em Lüttich
- 2010 Jean-Armand Calgaro, presidente da comissão francesa para os Eurocodes
- 2011 Manfred A. Hirt, diretor do ICOM na EPFL em Lausanne
- 2012 Michel Placidi, projeto de pontes[2]
- 2013 Jiří Stráský, construtor de pontes[3]
- 2014 Jacques Combault, projeto de pontes[4]
- 2015 Armando Rito, construtor de pontes e engenheiro consultor[5]
- 2016 Alain Pecker[6]
- 2017 Klaus Ostenfeld[7]